# كلوريلا

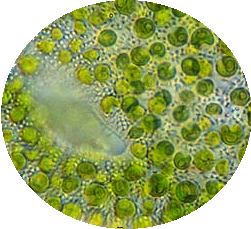

الكلوريلا (بالإنجليزية: Chlorella) جنس أحادي الخلية من الطحالب الخضراء تنتمي لليخضورات. يكون شكلها عادةً كروي، ويتراوح قطرها بين 2 إلى 10μm ولا تملك أي سوط. تحتوي الكلوريلا على الخضاب الأخضر الكلوروفيل-a وb (اليخضور) وبلاستيد أخضر. خلال عملية التركيب الضوئي، تتضاعف أعدادها بسرعة كبيرة، وتتطلب ثاني أكسيد الكربون، والماء، وأشعة الشمس،وكمية قليلة منالمعادن لكي تتكاثر

## نظرة عامة
يأتي اسم الكلوريلا (chlorella) من اليونانية (χλώρος (chloros والتي تعني أخضر، ومن اللاتينية (ella)والتي تعني صغير.
قام عالِم الكيمياء الحيوية الألماني أوتو فاربورغ، والذي نال جائزة نوبل في الطب أو علم وظائف الأعضاء للبحث الذي قام به عام 1931 حول التنفس الخلوي، بدراسة عملية التركيب الضوئي في الكلوريلا.
في عام 1961 حصل ملفين كالفن في جامعة كالفورنيا على جائزة نوبل في الكيمياء للبحث الذي قام به باستخدم الكلوريلا.
العديد من الناس يعتقدون أن الكلوريلا يمكن أن تكون مصدر محتمل للغذاء والطاقة لأن تمتلك كفاءة أثناء عملية التركيب الضوئي قد تصل، نظرياً، إلى 8% وهذا يتجاوز معدل الكفائة لقصب السكر.

## كبديل طبي
- تُستهلك الكلوريلا كمكمّل صحي في الولايات المتحدة وكندا وكمكمل غذائي في اليابان. يُعتقد أن للكلوريلا تأثيرات صحية عديدة، بما في ذلك المساعدة في علاج السرطان. ولكن جمعية السرطان الأمريكية صرّحت بأنه لا يوجد لحد الآن دراسات علمية تؤكد مدى فعالية الكلوريلا في معالجة أو منع السرطان أو أي مرض آخر  في الإنسان.[3][4]

## مشاكل صحية
أفادت دراسة أُجريت في عام 2002 أن جدران خلية الكلوريلا تحتوي على عديد السكاريد الشحمي والذي يتواجد أيضاً في البكتيريا السلبية الغرام. يمكن أن يؤثر ذلك على الجهاز المناعي ويسبب التهابات.
ومع ذلك فقد أظهرت دراسات أخرى أن عديد السكاريد الشحمي الموجود في الكلوريلا قد يكون مختلف عن ذلك الموجود في البكتريا السلبية.